# Raoul Hausmann
Raoul Hausmann (12 de juliol de 1886 – 1 de febrer de 1971) artista i escriptor austríac, va ser una de les figures clau del moviment Dada berlinès. Els seus collage fotogràfics, la poesia sonora i la crítica a l'acadèmia artística més institucional, van exercir una profunda influència a l'avantguarda europea posterior a la Primera Guerra Mundial. Les seues obres van estar als primers llocs de les llistes d'art degenerat dels nazis.

## Infantesa i joventut
Va néixer a Viena el 12 de juliol de 1886, però amb catorze anys la seva família es va traslladar a Berlín. El seu pare era pintor i restaurador de pintures i li va ensenyar aquestes tècniques. Posteriorment va estar estudiant en una escola privada d'art a Berlín. Amb dinou anys va conèixer Johannes Baader que estudiava arquitectura i poc després a Elfride Schaeffer que era un violinista i que van mantenir amistat i compartir idees dadaistes.
Després de conèixer les pintures expressionistes de Herwarth Walden es va dedicar a pintar amb aquest estil al taller de Erich Heckel i també va començar a escriure per a la publicació Der Sturm que suposava un bon recurs per iniciar atacs a l'art establert i institucionalitzat, accions amb les quals va aixecar una important polèmica. Tot i les idees provenien d'un austríac que vivia a Alemanya, va comptar amb el suport dels expressionistes que es van posicionar a favor del desig de renovació d'un panorama, l'artístic, en situació de completa decadència.
El 1915 va conèixer Hannah Höch amb la qual va tenir una aventura extramatrimonial amb resultats “artísticament productius però amb una relació turbulenta”. El 1916 coneix el psicoanalista Otto Gross i l'escriptor anarquista Franz Jung; aviat va ampliar el seu cercle artístic amb Salomon Friedlaender, Hans Richter, Emmy Hennings i els membres de la revista Die Aktion .

## El club Dadà de Berlín
Va ser un dels fundadors del club junt amb Richard Huelsenbeck, que el 22 gener de 1918 va fer la primera proclama dadaista a Alemanya a la galeria d'art IB Neumann. Al cap de pocs dies, el club estava integrat per Hausmann, Huelsenbeck, George Grosz, John Heartfield, Jung, Höch, Walter Mehring i Baader. El grup organitza el seu primer esdeveniment el 12 d'abril de 1918 en el marc d'una retrospectiva de pintures de l'artista Lovis Corint dins de la Berlín Sezession. L'acte va consistir en una vetllada d'actuacions de poesia i conferències entre les quals es trobaven el Manifest Dadà recitat per Huelsenbeck, un ball sincopat de jazz a càrrec de Grosz i Hausmann va cridar el seu manifest El nou material en la pintura entre l'escàndol i les rialles dels espectadors.